# 100 meter häck för damer i friidrott vid olympiska sommarspelen 1980
100 meter häck för damer vid olympiska sommarspelen 1980 i Moskva avgjordes 27-28 juli. 

## Medaljörer
| Gren           | Guld                          | Guld       | Silver                               | Silver | Brons                 | Brons |
| 100 meter häck | Vera Komisova · Sovjetunionen | 12,56 (OR) | Johanna Schaller-Klier · Östtyskland | 12,63  | Lucyna Langer · Polen | 12,65 |

## Resultat
- Q innebär avancemang utifrån placering i heatet.
- q innebär avancemang utifrån total placering.
- DNS innebär att personen inte startade.
- DNF innebär att personen inte fullföljde.
- DQ innebär diskvalificering.
- NR innebär nationellt rekord.
- OR innebär olympiskt rekord.
- WR innebär världsrekord.
- WJR innebär världsrekord för juniorer
- AR innebär världsdelsrekord (area record)
- PB innebär personligt rekord.
- SB innebär säsongsbästa.

### Final
| Placering | Final                   | Tid      |
| --------- | ----------------------- | -------- |
|           | Vera Komisova (URS)     | 12,56 OR |
|           | Johanna Klier (GDR)     | 12.63    |
|           | Lucyna Langer (POL)     | 12,65    |
| 4.        | Kerstin Knabe (GDR)     | 12.66    |
| 5.        | Grażyna Rabsztyn (POL)  | 12,74    |
| 6.        | Irina Litovtjenko (URS) | 12,84    |
| 7.        | Bettine Gärtz (GDR)     | 12,93    |
| 8.        | Zofia Bielczyk (POL)    | 13,08    |

### Semifinaler
- Hölls måndagen den 28 juli 1980

| Placering | Heat 1                 | Tid   |
| --------- | ---------------------- | ----- |
| 1.        | Vera Komisova (URS)    | 12,78 |
| 2.        | Lucyna Langer (POL)    | 12.91 |
| 3.        | Bettine Gärtz (GDR)    | 13.04 |
| 4.        | Zofia Bielczyk (POL)   | 13.09 |
| 5.        | Laurence Elloy (FRA)   | 13.33 |
| 6.        | Jordanka Donkova (BUL) | 13.39 |
| 7.        | Laurence Le Beau (FRA) | 13.54 |
| 8.        | Helena Pihl (SWE)      | 13.68 |

| Placering | Heat 2                  | Tid   |
| --------- | ----------------------- | ----- |
| 1.        | Grażyna Rabsztyn (POL)  | 12,64 |
| 2.        | Johanna Klier (GDR)     | 12.77 |
| 3.        | Irina Litovtjenko (URS) | 12.84 |
| 4.        | Kerstin Knabe (GDR)     | 12.99 |
| 5.        | Shirley Strong (GBR)    | 13.12 |
| 6.        | Daniela Valkova (BUL)   | 13.79 |
| –         | Xénia Siska (HUN)       | DNF   |
| –         | Tatiana Anisimova (URS) | DNS   |

### Försöksheat
- Hölls söndagen den 27 juli 1980

| Placering | Heat 1                 | Tid   |
| --------- | ---------------------- | ----- |
| 1.        | Vera Komisova (URS)    | 12,67 |
| 2.        | Lucyna Langer (POL)    | 12.75 |
| 3.        | Kerstin Knabe (GDR)    | 12.77 |
| 4.        | Laurence Le Beau (FRA) | 13.18 |
| 5.        | Xénia Siska (HUN)      | 13.23 |
| 6.        | Jordanka Donkova (BUL) | 13.24 |
| 7.        | Marisela Peralta (DOM) | 14.18 |

| Placering | Heat 2                  | Tid   |
| --------- | ----------------------- | ----- |
| 1.        | Grażyna Rabsztyn (POL)  | 12,72 |
| 2.        | Johanna Klier (GDR)     | 13.03 |
| 3.        | Tatjana Anisimova (URS) | 13.31 |
| 4.        | Helena Pihl (SWE)       | 13.46 |
| 5.        | Laurence Elloy (FRA)    | 13.60 |
| 6.        | Lorna Boothe (GBR)      | 13.86 |
| 7.        | Estella Meheux (SLE)    | 15.61 |

| Placering | Heat 2                      | Tid   |
| --------- | --------------------------- | ----- |
| 1.        | Irina Litovtjenko (URS)     | 12,97 |
| 2.        | Bettine Gärtz (GDR)         | 13.06 |
| 3.        | Zofia Bielczyk (POL)        | 13.21 |
| 4.        | Shirley Strong (GBR)        | 13.39 |
| 5.        | Daniela Valkova (BUL)       | 13.66 |
| 6.        | Penelope Gillies (AUS)      | 13.68 |
| —         | Yvonne Von Kauffungen (SUI) | DNS   |
| —         | Nancy Vallecilla (ECU)      | DNS   |